# Боб и Бобек
Боб и Бобек (чеш. Bob a Bobek – králíci z klobouku) — чешский мультфильм, описывающий приключения двух кроликов.

## Описание
Боб и Бобек — два кролика, которые живут в волшебной шляпе. Боб крупнее, умнее и часто занимает позицию родителя. Бобек меньше ростом, более робок, но умен и изобретателен, часто играет роль ребёнка. У обоих кроликов оригинальные идеи, которые, однако, часто доставляют им неприятности, что и составляет основу комического сюжета. Хотя большинство персонажей уважают хорошие манеры, сериал не выступает с позиции морализаторства и идеалистики — кролики обладают отрицательными характеристиками и иногда вредят, устраивают шалости.
Оба персонажа стали талисманами чемпионата мира по хоккею 2015 и 2024 года, организованного Чехией.

## История создания

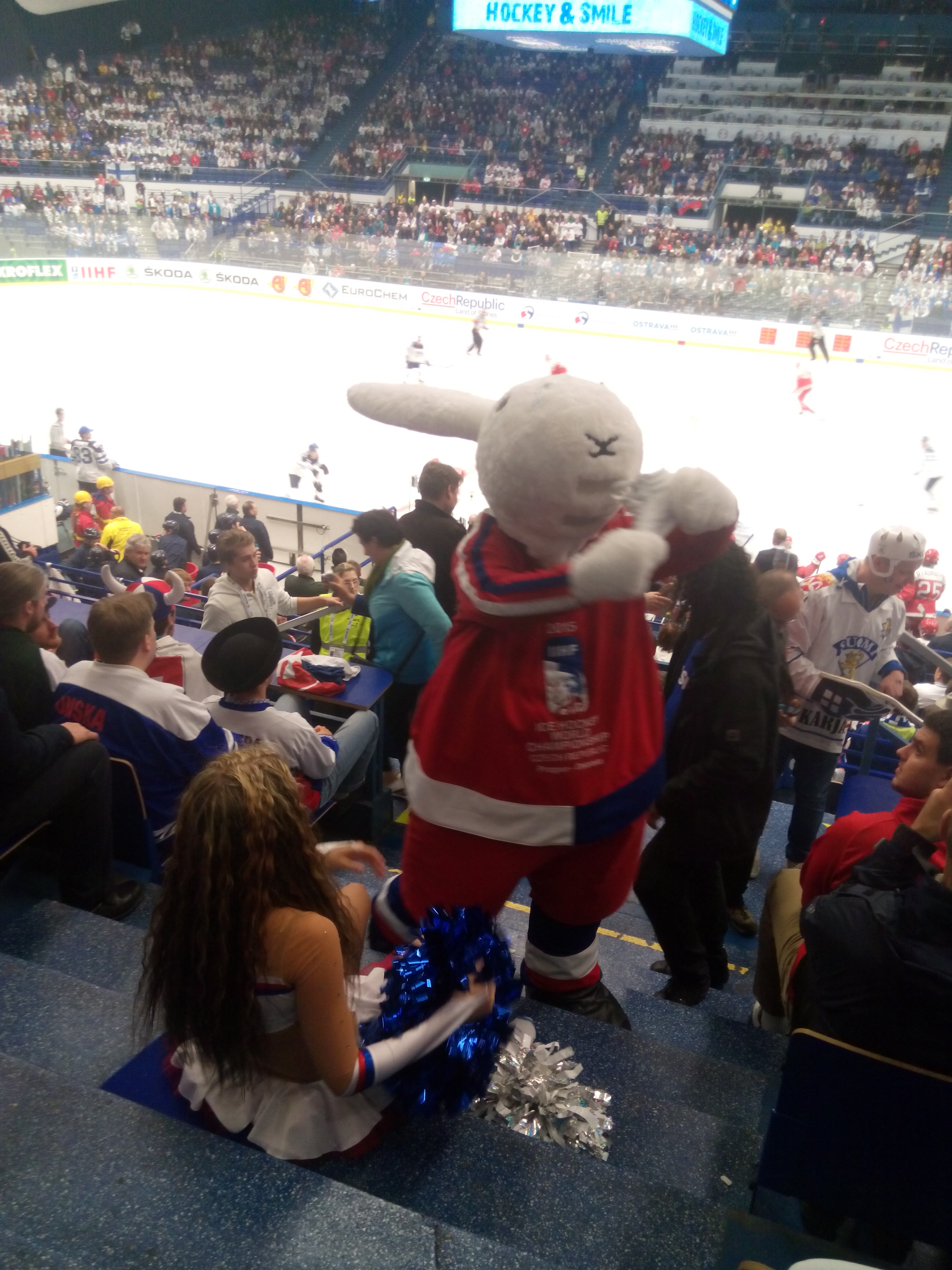

Авторами идеи стали Вацлав Бедржих (так же выступил как режиссёр) и Мирослав Вальтер. Съемки начались в 1978 году, всего было снято 8 сезонов шоу (91 серия). Авторами сценария работали Владимир Йиранек, Ярослав Пацовски и Йиржи Шебанек. Музыку написали композиторы Петр Скоумал (1938—2014) и Йозеф Дворжак (род. 1942).
Мультфильм стал одним из самых популярных в Чехии.